# Satbayev
Satbayev (in kazako Сәтбаев) è una città del Kazakistan, situata nella Regione di Ūlytau.